# Jan Trogirský
Svatý Jan Trogirský (chorvatsky sveti Ivan Trogirski, kolem roku 1034, Řím – 1111, Trogir) byl benediktinský mnich a později biskup v Trogiru. Je uctíván jako světec a patron dalmatského města Trogir v Chorvatsku.

## Život

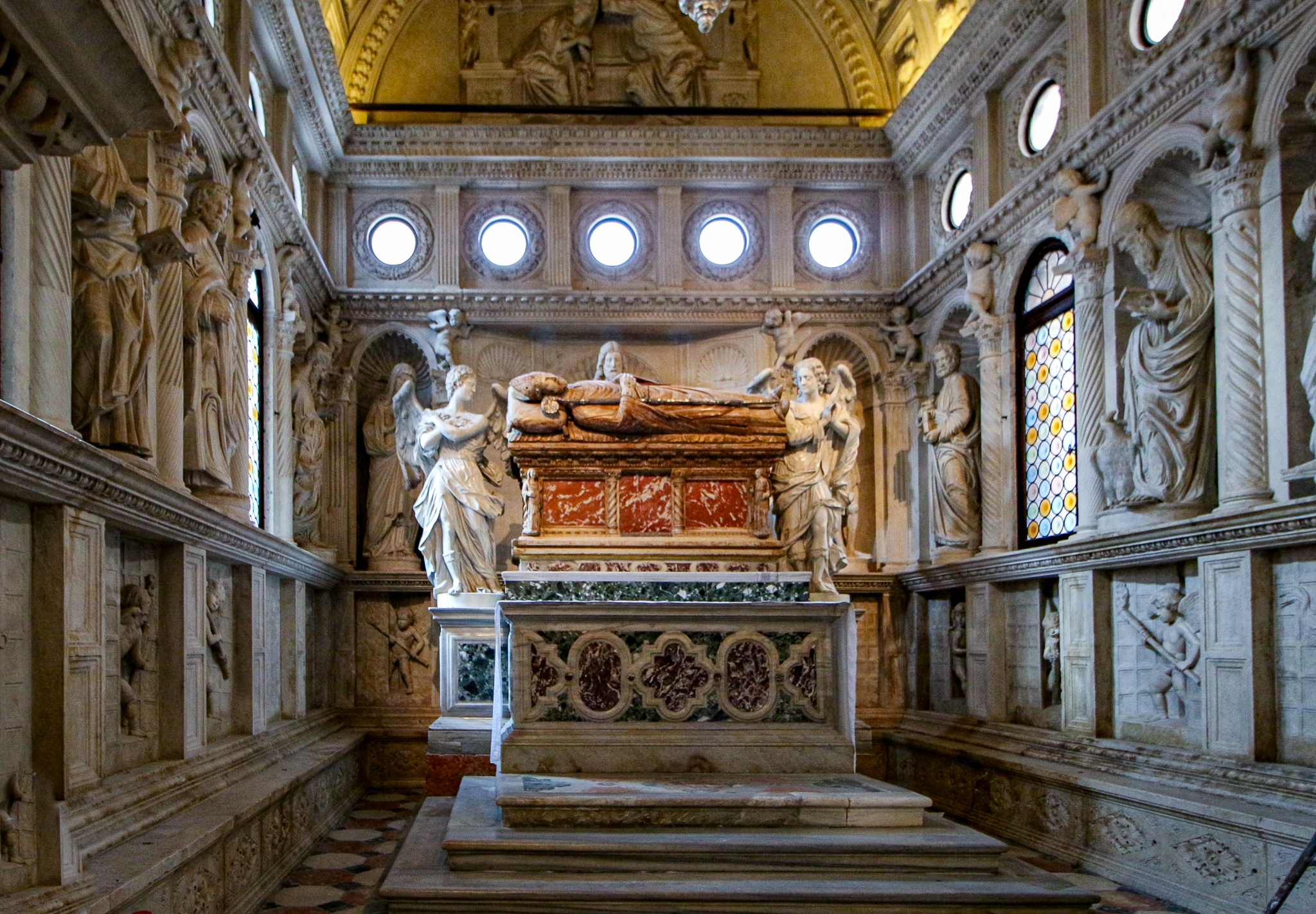
Tumba v kapli sv. Jana Trogirského v katedrále sv. Vavřince

O Janu z Trogiru existuje mnoho legend, ale jen málo spolehlivých údajů. Často je mu připisováno jméno římské patricijské rodiny Orsiniů, které je mu však pravděpodobně přiřčeno omylem, který vznikl z označení místa v Osoru. Byl nejprve mnichem v tamním kamaldulském klášteře, než jej v roce 1064 papež Alexandr II. jmenoval novým biskupem v Trogiru, aby zabránil hrozícímu rozkolu v diecézi po smrti předchozího trogirského biskupa.
Za čtyři desetiletí svého působeni zanechal hluboké stopy v církevním a společenském životě regionu, které se odrážejí v legendách. Jeho největším činem je obrana města před uherským králem Kolomanem.
Jan zemřel roku 1111 v Trogiru a byl pohřben v tamní katedrále sv. Vavřince, kde jej připomíná bohatě zdobená hrobka v kapli pojmenované po něm.